# Jean-Baptiste de Grécourt
Jean-Baptiste de Grécourt, född 1683, död 2 april 1743, var en fransk poet.
Grécourt innehade en prästerlig syssla i födelsestaden Tours men levde större delen av livet i Paris, där han hade stor framgång med sin frivola poesi. Hans diktning, som utgörs av contes, epistlar visor med mera, vittnar om god men vårdslös versifikatorisk talang, och han själv är urtypen för 1700-talets irreligiösa, versskrivande franske abbé, som hängav sig åt tidens lättsinne. En större upplaga av hans poesi utkom 1747.